# Neomoorse architectuur

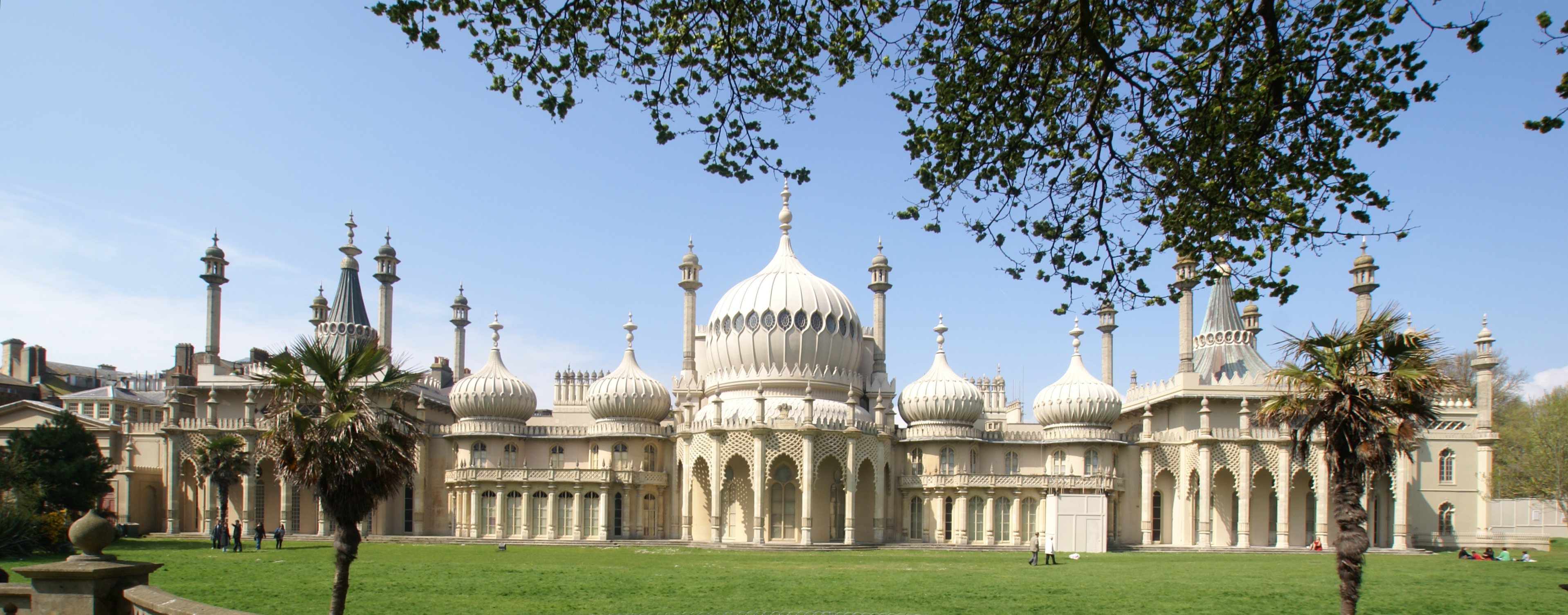
Royal Pavilion in Brighton

Neomoorse architectuur of Moorse revivalarchitectuur is een exotische neostijl die in de 19e eeuw en het eerste kwart van de 20e eeuw in zwang kwam bij Europeanen en Amerikanen. Het was de periode van het oriëntalisme. De bouwstijl, die ook werd toegepast in de kolonies, inspireerde zich op de Moorse, Arabische, Ottomaanse en Noord-Afrikaanse architectuur. Men maakte soms weinig onderscheid tussen regionale stijlen en combineerde elementen van Andalusië tot het Mogolrijk. Binnen het eclecticisme werden neomoorse met egyptiserende of neobyzantijnse kenmerken vermengd. Typische motieven van de neomoorse stijl zijn minaretten, koepels, hoefijzerbogen en polychromie. Wanneer in Europa een neomoorse stijl werd toegepast, was dat doorgaans voor fantasierijke hotels, cafés, theaters, bioscopen, casino's en dierentuinen, maar ook bijvoorbeeld voor hippodromen en manèges of synagogen. 

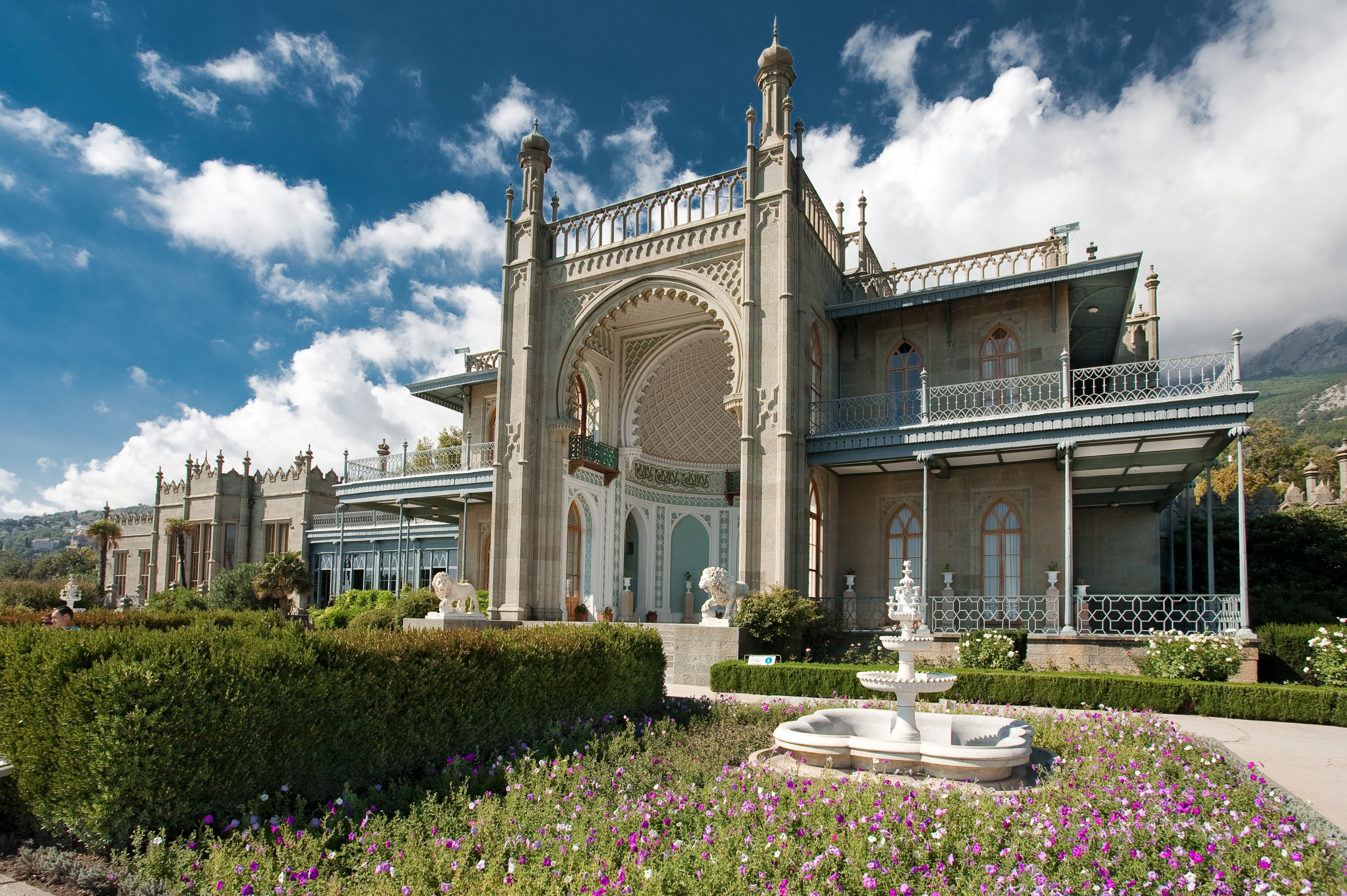
Aloepkapaleis, Jalta
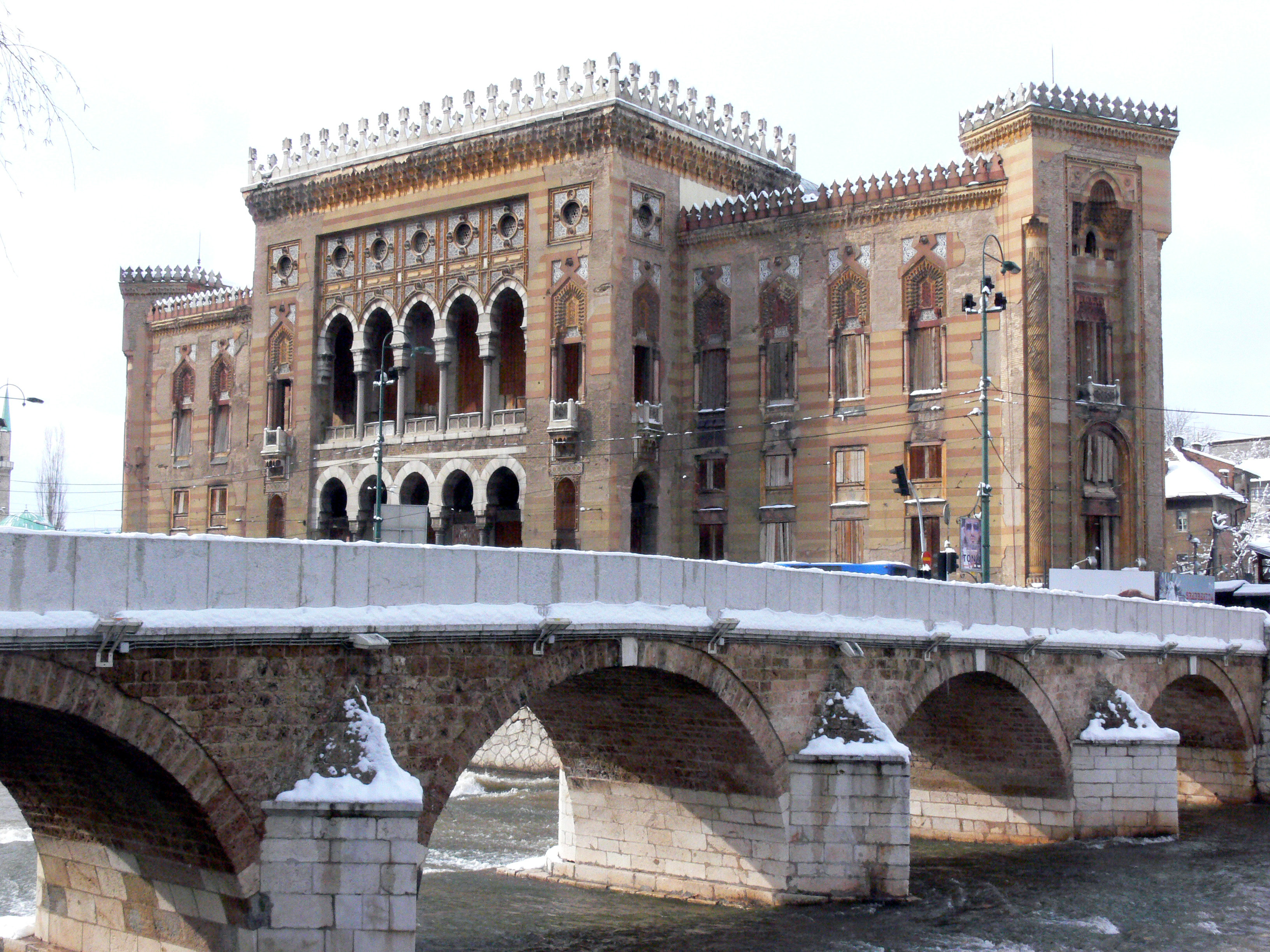
Nationale Bibliotheek, Sarajevo
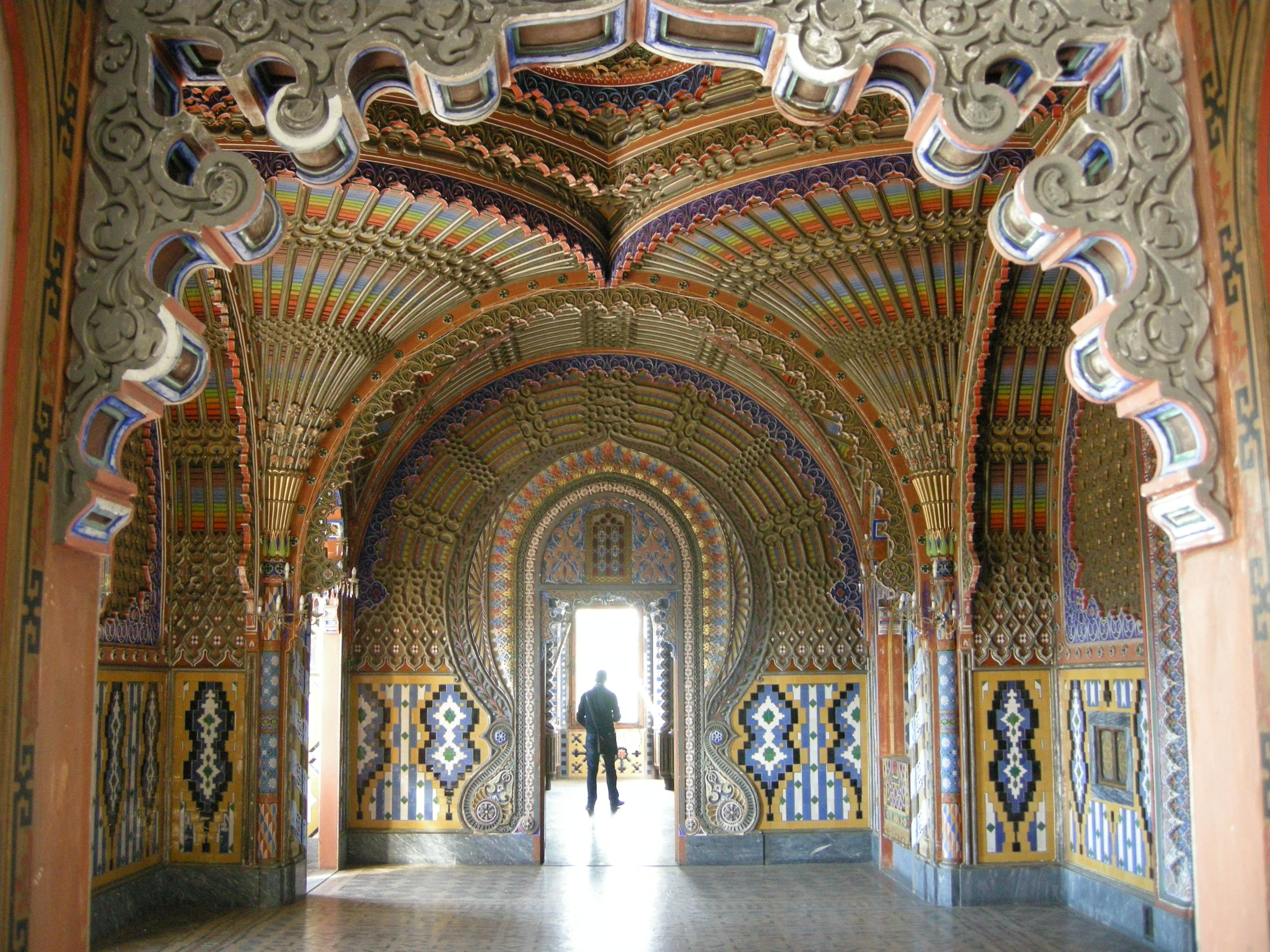
Castello di Sammezzano, Firenze
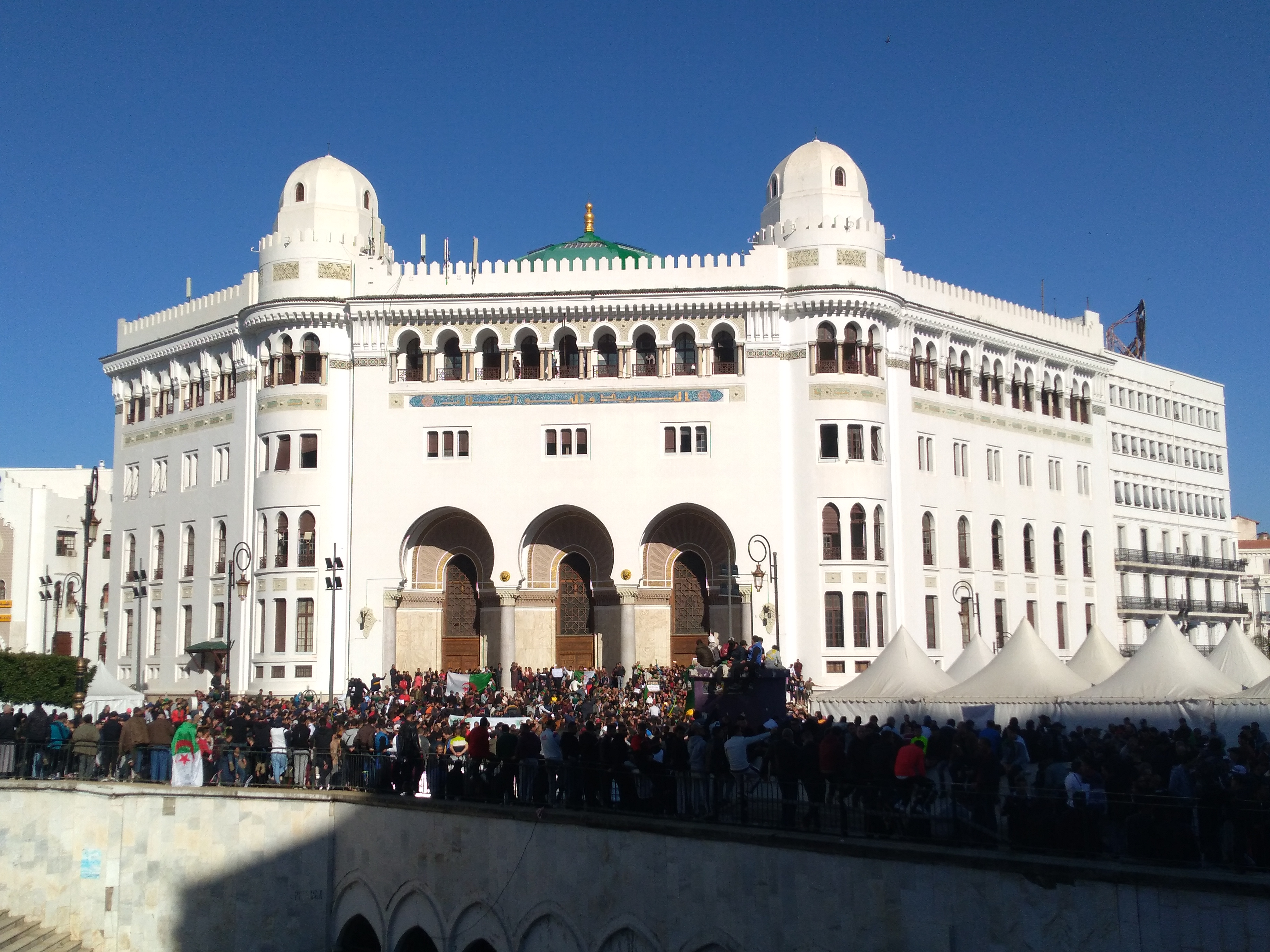
Grande Poste, Algiers
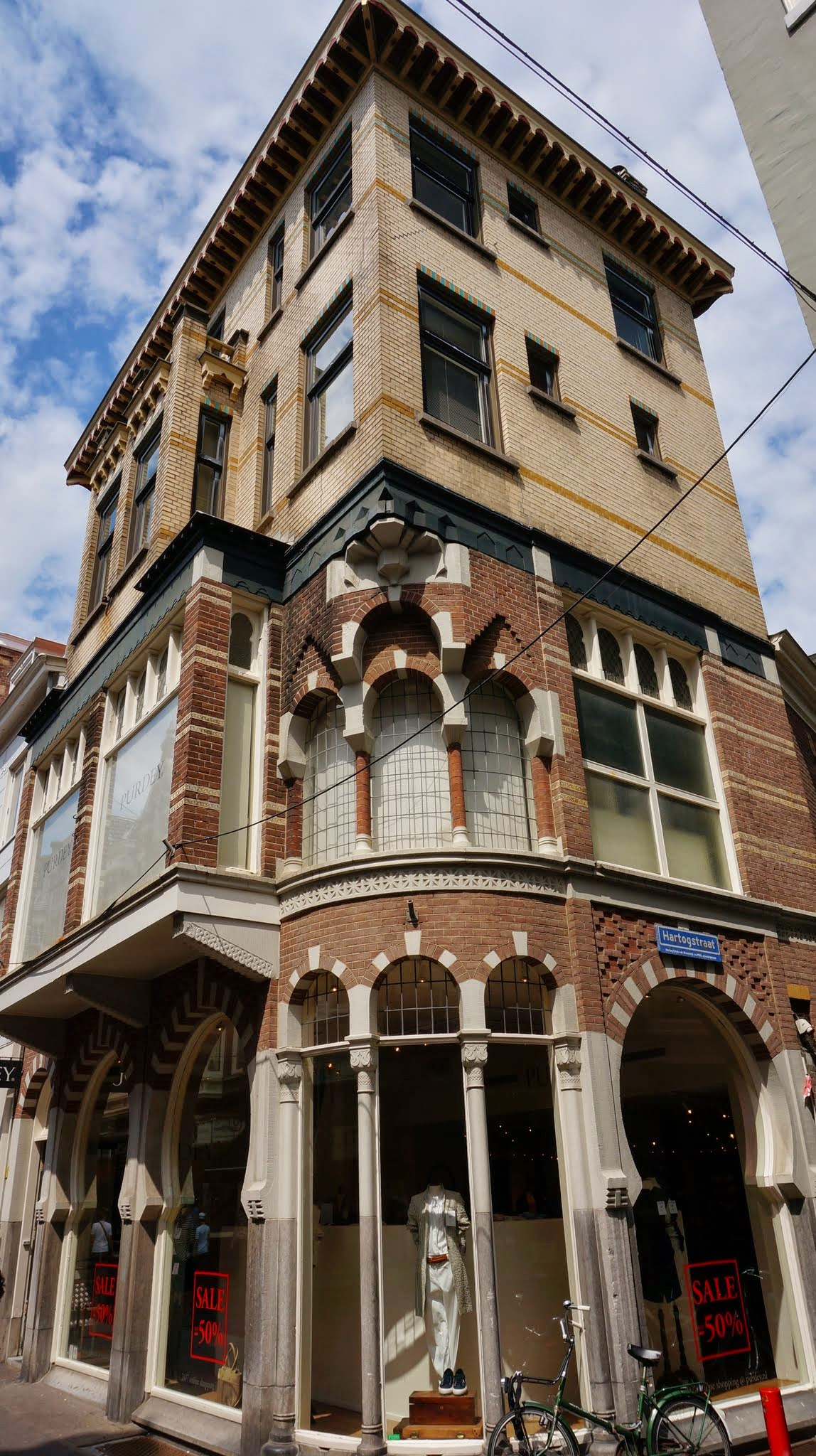
Noordeinde 11, Den Haag

## België
In België uitte de neomoorse stijl zich onder meer in de volgende gebouwen:
- Kursaal van Blankenberge (Auguste Payen, 1859) — getransformeerd tot hotel en afgebroken in 1932
- Trink Hall in Luik (A. Renier, 1880) — afgebroken in 1961
- Grote Moskee van Brussel, gebouwd als het Oosters Paviljoen voor de Nationale Tentoonstelling van 1880 (Ernest Van Humbeeck, 1879) — gemoderniseerd in 1978
- Theater Eden in Brussel (Alban Chambon en Wilhelm Kuhnen, 1880) — afgebroken in 1890
- Hotel Terrasse in Brussel (Henri Rieck, 1880) — afgebroken in 1955
- Théatre de la Bourse in Brussel (Alban Chambon, 1885) — afgebrand in 1890
- Moorse Tempel (okapigebouw) in de ZOO Antwerpen (Karel Servais, 1885)
- Grand Manège in Verviers (Charles Thirion, 1892)
- Hollandse Synagoge in Antwerpen (Ernest Stordiau en Joseph Hertogs, 1893)
- Herenhuis Marie-Louisesquare 48 in Brussel (Stanislas Lefebvre de Sardans, 1895) — omgebouwd in beaux-arts-stijl in 1913
- Stedelijke kindertuin nr. 12 in Brussel (Daniel Francken, 1895)
- Hindoerotonde van het Tweede Kursaal in Oostende (Felix Laureys, Joseph Naert en Alban Chambon, 1898-1906) — vernietigd in 1940
- Feestzaal van het Aegidium in Brussel (Guillaume Segers, 1905)
- Villa Mauresque in Gent (Marcel Colpaert, 1932)

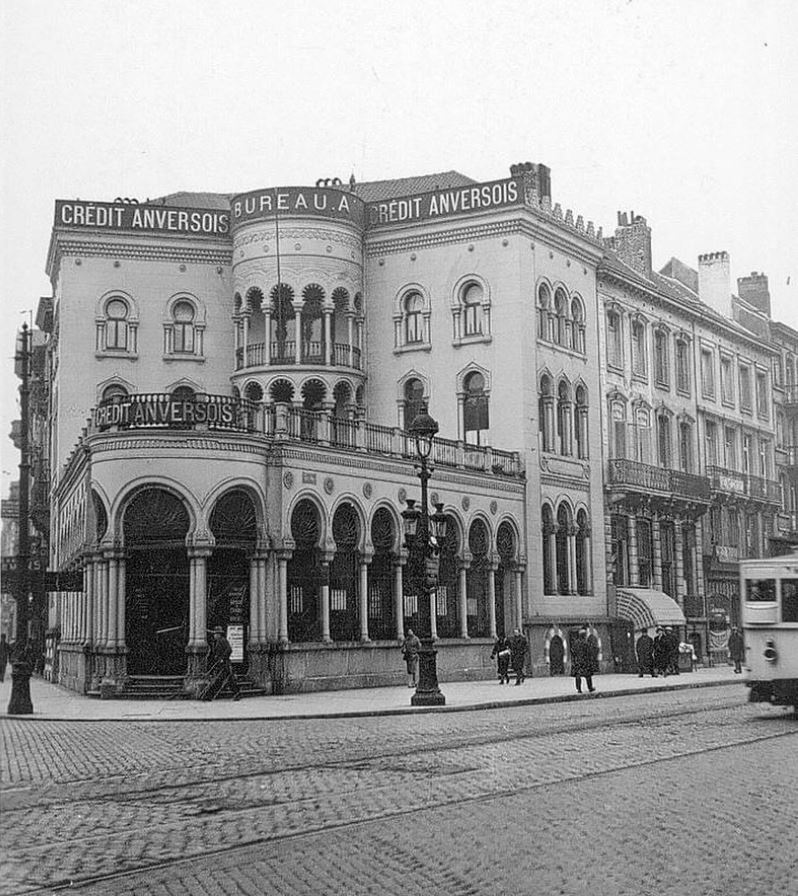
Hotel Terrasse
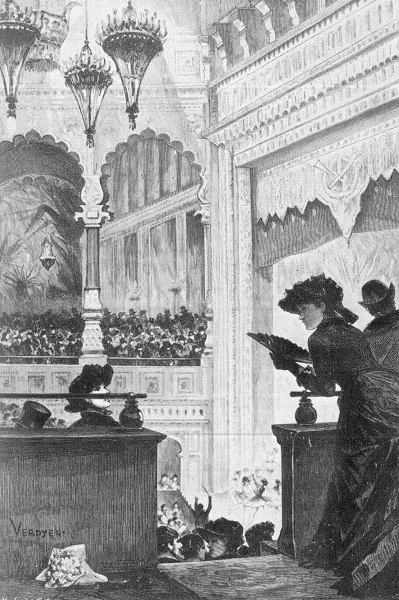
Theater Eden
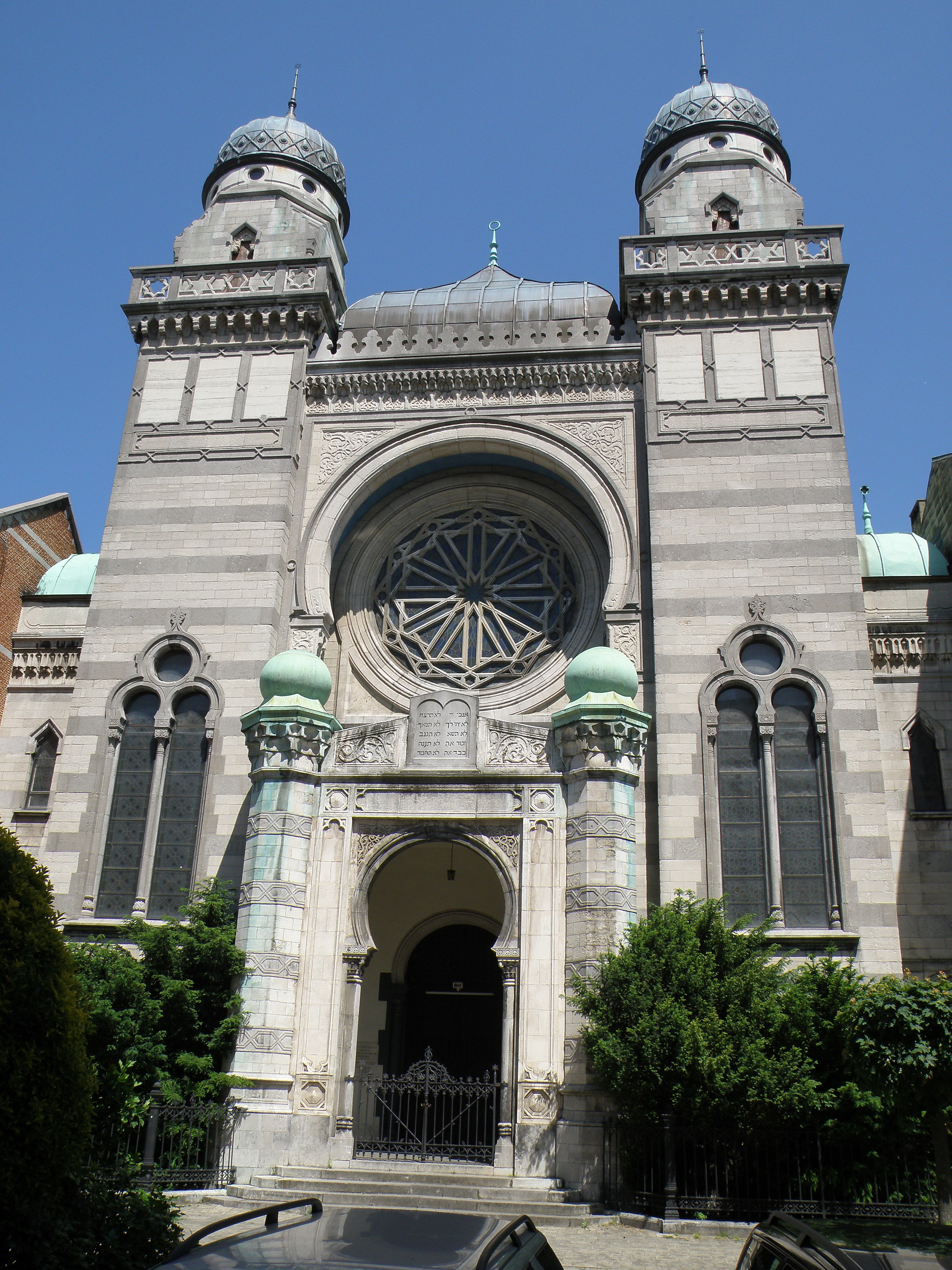
Hollandse Synagoge
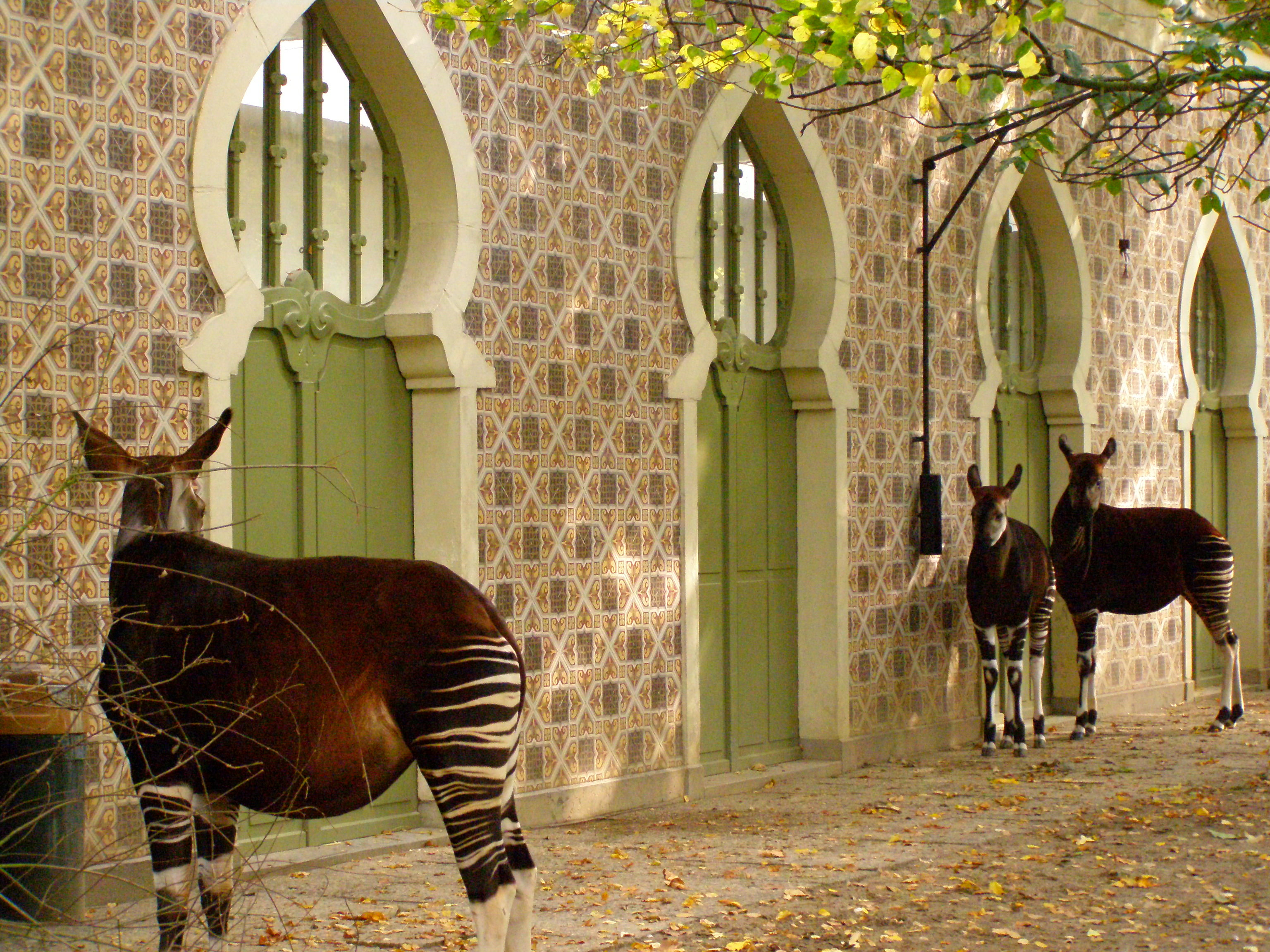
Okapigebouw in de ZOO Antwerpen
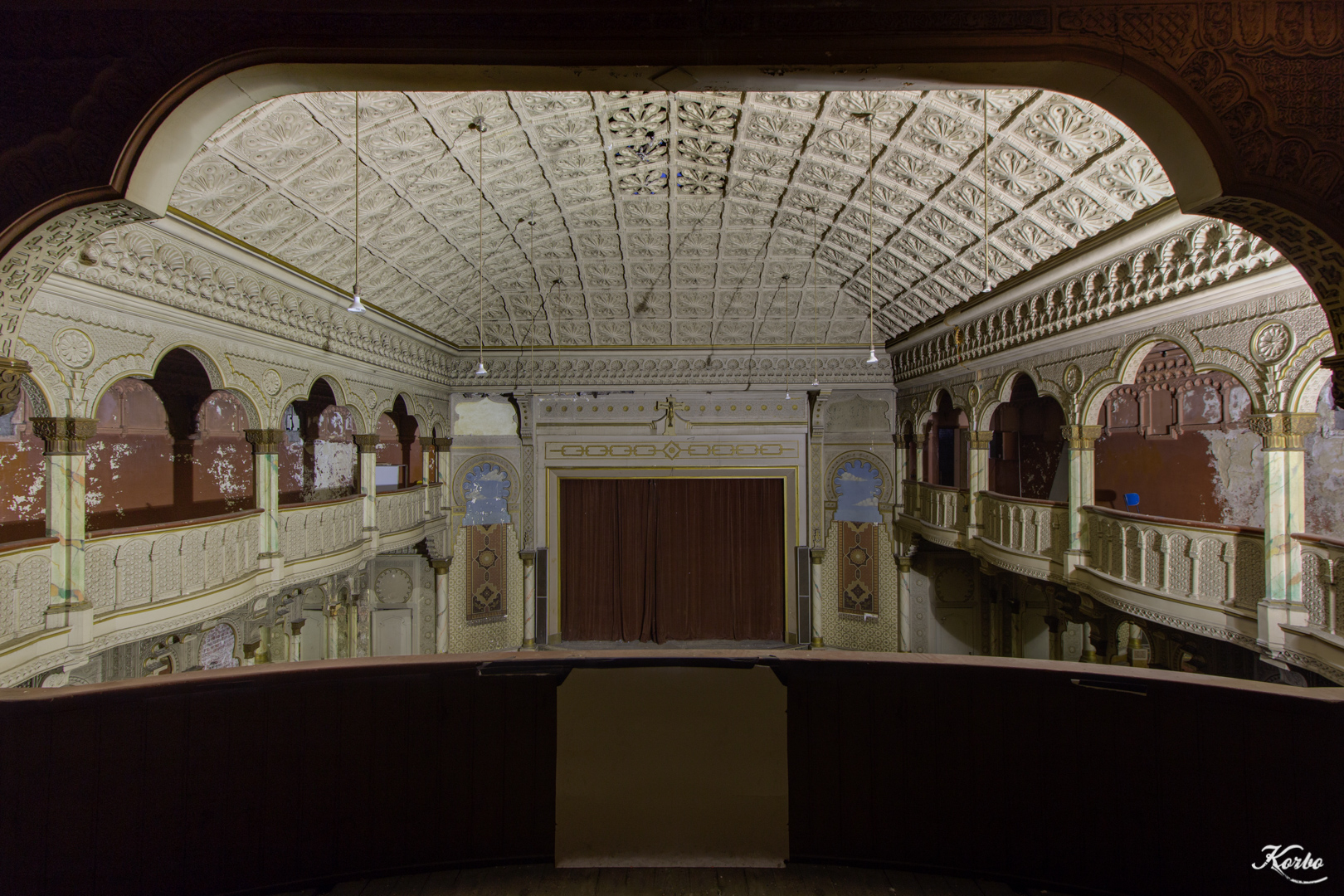
Aegidium